# 傅氏灰藓
傅氏灰藓（学名：Hypnum fauriei），又名果灰藓，为灰藓科灰藓属下的一个种。